# Buellia russa
Buellia russa är en lavart som först beskrevs av Hue, och fick sitt nu gällande namn av Darb. 1923. Buellia russa ingår i släktet Buellia och familjen Caliciaceae.   Inga underarter finns listade i Catalogue of Life.